# Antimony
Antimony – miasto w Stanach Zjednoczonych, w stanie Utah, w hrabstwie Garfield.